# Enzo Provenzale
Enzo Provenzale (eigentlich Vincenzo Provenzale; * 1920 in Messina; † 1990 in Rom) war ein italienischer Filmschaffender und -regisseur.

## Leben
Provenzale begann unmittelbar nach Ende des Zweiten Weltkrieges als Regieassistent auch für Pietro Germi, mit dem zusammen er auch das Drehbuch zu Verlorene Jugend schrieb. Eine weitere, intensive, interessante und langjährige Zusammenarbeit geschah mit Francesco Rosi, für den er bedeutende Werke mitschrieb (und dabei zweimal für ein Silbernes Band nominiert war) und an deren Realisierung er organisatorisch beteiligt war. Von 1949 bis 1974 wirkte Provenzale als Produktionsleiter an rund zwanzig Produktionen mit; darunter bahnbrechende Filme von Federico Fellini (z. B. Satyricon; er war dem Regisseur in jahrelanger Freund-Feindschaft verbunden) und Luchino Visconti (Der Leopard). 1959 inszenierte er seinen einzigen Film, das Mafiadrama Vento del sud.

## Filmografie (Auswahl)
Regie
- 1960: Wind des Südens (Vento del sud) (& Drehbuch)

Produktion
- 1950: Geschlossene Gardinen (Persiane chiuse)
- 1964: Scharfe Sachen für Monsieur (Le Corniaud)

Drehbuch
- 1958: Die Herausforderung (La sfida)
- 1961: Wer erschoß Salvatore G.? (Salvatore Giuliano)
- 1963: Die Hände über der Stadt (Le mani sulla città)